# Đánh bom ở Mogadishu tháng 12 năm 2019
 Vào ngày 28 tháng 12 năm 2019, một kẻ đánh bom tự sát bằng xe tải đã giết chết 85 người tại trạm kiểm soát của cảnh sát Exg Control Afgoye ở Mogadishu, Somalia. Hơn 140 người khác bị thương. Không có tuyên bố về trách nhiệm nào ngay tại thời điểm đó. Vụ tấn công này là sự việc nghiêm trọng nhất ở Somalia kể từ vụ đánh bom Mogadishu vào ngày 14 tháng 10 năm 2017.

## Cuộc tấn công
Vụ tấn công xảy ra tại một ngã tư sầm uất ở ngoại ô Mogadishu, tại một trạm kiểm soát của cảnh sát vào giờ cao điểm ở địa phương. Giao lộ chính kết nối Mogadishu với phần còn lại của miền nam và tây nam Somalia. Trạm kiểm soát Exg Control Afgoye nằm gần một cơ quan thuế và được sử dụng cho các phương tiện đi vào Mogadishu từ thị trấn Afgooye gần đó.
Vụ đánh bom xe tải gây thiệt hại lớn cho các khu vực xung quanh. Nhiều người thiệt mạng và bị thương là sinh viên đại học trở lại lớp học tại Đại học Benadir, nơi chiếc xe buýt nhỏ bị phá hủy trong vụ nổ. Bốn công dân nước ngoài đã thiệt mạng trong vụ đánh bom, trong đó có hai công dân của Thổ Nhĩ Kỳ. Các công dân Thổ Nhĩ Kỳ được cho là những kỹ sư, xây dựng một con đường từ trạm kiểm soát vào thành phố ở thời điểm vụ nổ.   Những người bị giết chết cũng bao gồm 17 sĩ quan cảnh sát. Nhiều người chết đã bị thiêu rụi trước sự xác định danh tính trong vụ nổ.

## Trách nhiệm
Không có tổ chức nào ngay lập tức nhận trách nhiệm về vụ tấn công, tuy nhiên những nghi ngờ đã đổ dồn lên Al-Shabaab, một nhóm Hồi giáo cực đoan vốn nổi tiếng vì thực hiện các vụ tấn công tự sát ở thủ đô này.